# Yevgueni Gleizerov
Yevgueni Emmanuílovich Gleizerov (del ruso: Евгений Эммануилович Глейзеров); nacido el 20 de marzo de 1963 es un ajedrecista ruso, Gran Maestro Internacional desde 1993.
En 2001 empató por el 1º–3º puesto con Stanislav Voitsejovski y Michal Krasenkow en Barlinek. He empató por el 3º–6º puesto con David Berczes, Yuri Kuzubov y Pia Cramling en la Rilton Cup 2008/2009. He came first at Parla 2009. En 2010 empató por el 1º–6º puesto con Kamil Mitoń, Bojan Kurajica, Yuri Gonzalez Vidal, Lázaro Bruzón y Bartlomiej Heberla en el 4º Torneo Internacional de Ajedrez Ciudad de La Laguna. En 2011 empató por el 1º–4º puesto con Gadir Guseinov, Merab Gagunashvili y Serguéi Tiviakov en el 19º torneo abierto de ajedrez de Fajr y ganó el campeonato internacional de Eslovaquia en Banská Štiavnica.

## Jugadas notables
- Iivo Nei vs Evgeny Gleizerov, Osterskars op 1995, French Defense: Advance Variation (C02), 0-1